# Ращупкин, Геннадий Михайлович
Геннадий Михайлович Ращупкин (2 января 1933, Ясиноватая, Сталинская область) — советский футболист, полузащитник, футбольный тренер. Принял участие в 300 матчах за томский клуб «Томь» в качестве игрока и главного тренера.

## Биография
В начале карьеры выступал в соревнованиях коллективов физкультуры за томские команды «Торпедо» (Подшипниковый завод), «Буревестник» и ГДО. В составе армейской команды ГДО в 1956 году стал победителем сибирской зоны чемпионата РСФСР. С появлением в Томске в 1957 году команды мастеров стал выступать за неё, был её капитаном (команда носила названия «Буревестник», «Томич», «Сибэлектромотор», «Торпедо»). В соревнованиях мастеров в классе «Б» за девять сезонов сыграл 185 матчей и забил 21 гол. Принимал участие в кубковом матче против московского «Торпедо».
Окончил Томский педагогический институт. Начал тренерскую карьеру в команде «Манометр», выступавшей в чемпионате области. В 1976—1978 годах тренировал главную городскую команду — «Торпедо», под его руководством клуб провёл 115 матчей. Затем работал с любительскими командами Владимирской области.